# Seleção Hondurenha de Futebol
A Seleção Hondurenha de Futebol representa Honduras profissionalmente nas competições de futebol da FIFA.
Honduras possui como melhor resultado uma Campeonato da CONCACAF de 1981 a antiga Copa Ouro da CONCACAF, um 3º lugar na Copa América de 2001 e um vice na Copa Ouro da CONCACAF de 1991. foi quatro vezes campeã da Copa Centroamericana em 1993, 1995, 2011 e 2017. Foi medalha de prata nos Jogos Pan-Americanos de 1999.   
Na Copa América de 2001, os hondurenhos ocuparam o lugar da Seleção Argentina de Futebol, que desistiu, e terminaram em um honroso 3º lugar, chegando a eliminar a poderosa Seleção Brasileira nas quartas de final, com dois gols de Saúl Martínez.
Após 27 anos, em 14 de outubro de 2009, o time hondurenho conseguiu garantir uma vaga para uma Copa do Mundo FIFA. A heroica classificação foi alcançada numa vitória de 1 a 0 contra El Salvador na casa do adversário, com gol de Carlos Pavón, maior artilheiro da história da seleção.
Das seleções que nunca ganharam em Copa do Mundo, Honduras é a que possui mais edições e jogos disputados: 3 edições e 9 jogos.

## Títulos

### Títulos oficiais
| CONTINENTAIS            | CONTINENTAIS                        | CONTINENTAIS | CONTINENTAIS           |
|                         | Competição                          | Vezes        | Ano                    |
| ----------------------- | ----------------------------------- | ------------ | ---------------------- |
|                         | Copa Ouro da CONCACAF               | 1            | 1981                   |
|                         | Copa Centroamericana                | 4            | 1993, 1995, 2011, 2017 |
| EVENTOS MULTIESPORTIVOS |                                     |              |                        |
|                         | Competição                          | Vezes        | Ano                    |
|                         | Jogos Pan-Americanos                | 2            | 1999, 2019             |
|                         | Jogos Centro-Americanos e do Caribe | 1            | 1986                   |
|                         | Jogos Centro-Americanos e do Caribe | 2            | 1930, 1950             |

 Campeão invicto

### Títulos não-oficiais
| Torneios amistosos | Torneios amistosos | Torneios amistosos | Torneios amistosos |
|                    | Competição         | Vezes              | Ano                |
| ------------------ | ------------------ | ------------------ | ------------------ |
| Hong Kong          | Carlsberg Cup      | 1                  | 2002               |
|                    | Copa Independência | 1                  | 2010               |

### Títulos de base

#### Seleção Sub-15
- Campeonato da CONCACAF de Futebol Sub-15: 1 (2013)

## Recordes
Jogadores que Mais Atuaram
Os dez jogadores que mais atuaram pela Seleção Hondurenha na história.